# Vlado Kalember
Vladimir "Vlado" Kalember, född 26 april 1953 i Karlovac, är en kroatisk popsångare.
Kalembers musikkarriär tog fart 1978, då han blev sångare i den framgångsrika popgruppen Srebrna krila. Han lämnade gruppen 1986 efter inspelningen av albumet 30 u hladu för att satsa helt på sin solokarriär. Han släppte sitt första soloalbum Zaljubi Se 1982. Den följdes av albumet Vino na usnama 1988. Han har även sjungit i bandet 4 Asa.
Kalember representerade Jugoslavien i Eurovision Song Contest 1984 tillsammans med Izolda Barudžija. De framförde bidraget Ciao, amore och kom på artondeplats med 26 poäng. Han deltog även två gånger i den jugoslaviska uttagningen, Jugovizija, tillsammans med Srebrna krila. Första gången 1981, då de kom på tredjeplats med bidraget Kulminacija och andra gången 1982 kom de på delad fjärdeplats med Julija i Romeo.

## Diskografi

### Med Srebrna Krila
- Srebrna Krila (1979)
- Ja sam samo jedan od mnogih sa gitarom (1980)
- Sreo sam ljubav iz prve pjesme (1980)
- Ša-la-la (1981)
- Zadnja ploča (1982)
- Djevuška (1983)
- Uspomene (1984)
- 30 u hladu (1986)

### Soloalbum
- Zaljubi Se (1982)
- Vino na usnama (1988)
- Čija Si U Duši (1988)
- Sedam Ruža (1990)
- Evo Noći Evo Ludila (1994)
- Pjevaj, Raduj Se (1996)
- Ponoć Otkucava (1997)
- Rano Mi Je Zaspati (2001)